# Cyphostemma leucotrichum
 (janvier 2023).
Espèce
Synonymes
- Cissus leucotricha Gilg & M.Brandt[1]

Cyphostemma leucotrichum (Gilg et M.Brandt) Desc. est une espèce de plantes de la famille des Vitaceae et du genre Cyphostemma, endémique du Cameroun.

## Description
Elle se présente sous la forme d'une herbe dressée pouvant atteindre 1 m de hauteur. Elle est composée d'une tige poilue de 5-7 mm de diamètre, plus ou moins cylindrique, striée et cannelées, de feuilles composées digitées 5-foliolées, pétiole pubescent, folioles sessiles et acuminés. Inflorescences en cyme ombelliforme et multiflores, pédoncule pubescent, cylindrique et strié. Infrutescence; baies ovoïdes globuleuse, densément pubescentes. Graines globuleuses latéralement comprimées.

## Écologie
L'espèce est présente en milieu savanicole, à une altitude pouvant atteindre 1 200 m.

## Distribution
Endémique du Cameroun, assez rare, l'espèce a été collectée à plusieurs reprises dans la région de l'Adamaoua, notamment près de Ngaoundéré par Ledermann en 1907-1908, par Mildbraed en 1914, par Jacques-Félix en 1938-1940 et par Breteler en 1960-1962.